# Schnitzel fliegt
Schnitzel fliegt è un cortometraggio del 1935 diretto da Eduard von Borsody qui al suo esordio come regista.

## Produzione
Il corto fu prodotto dall'Universum-Film AG (UFA) (Berlin).

## Distribuzione
Fu distribuito dall'UFA-Filmverleih GmbH.